# Циклін B1
CCNB1 (англ. Cyclin B1) – білок, який кодується однойменним геном, розташованим у людей на короткому плечі 5-ї хромосоми.  Довжина поліпептидного ланцюга білка становить 433 амінокислот, а молекулярна маса — 48 337.
| 10         |  | 20         |  | 30         |  | 40         |  | 50         |
| ---------- |  | ---------- |  | ---------- |  | ---------- |  | ---------- |
| MALRVTRNSK |  | INAENKAKIN |  | MAGAKRVPTA |  | PAATSKPGLR |  | PRTALGDIGN |
| KVSEQLQAKM |  | PMKKEAKPSA |  | TGKVIDKKLP |  | KPLEKVPMLV |  | PVPVSEPVPE |
| PEPEPEPEPV |  | KEEKLSPEPI |  | LVDTASPSPM |  | ETSGCAPAEE |  | DLCQAFSDVI |
| LAVNDVDAED |  | GADPNLCSEY |  | VKDIYAYLRQ |  | LEEEQAVRPK |  | YLLGREVTGN |
| MRAILIDWLV |  | QVQMKFRLLQ |  | ETMYMTVSII |  | DRFMQNNCVP |  | KKMLQLVGVT |
| AMFIASKYEE |  | MYPPEIGDFA |  | FVTDNTYTKH |  | QIRQMEMKIL |  | RALNFGLGRP |
| LPLHFLRRAS |  | KIGEVDVEQH |  | TLAKYLMELT |  | MLDYDMVHFP |  | PSQIAAGAFC |
| LALKILDNGE |  | WTPTLQHYLS |  | YTEESLLPVM |  | QHLAKNVVMV |  | NQGLTKHMTV |
| KNKYATSKHA |  | KISTLPQLNS |  | ALVQDLAKAV |  | AKV        |  |            |

A: Аланін

C: Цистеїн

D: Аспарагінова кислота

E: Глутамінова кислота

F: Фенілаланін

G: Гліцин

H: Гістидин

I: Ізолейцин

K: Лізин

L: Лейцин

M: Метіонін

N: Аспарагін

P: Пролін

Q: Глутамін

R: Аргінін

S: Серин

T: Треонін

V: Валін

W: Триптофан

Кодований геном білок за функцією належить до фосфопротеїнів. 
Задіяний у таких біологічних процесах як клітинний цикл, поділ клітини, мітоз, ацетилювання, альтернативний сплайсинг. 
Локалізований у цитоплазмі, цитоскелеті, ядрі.